# Фрюботтин, Приста

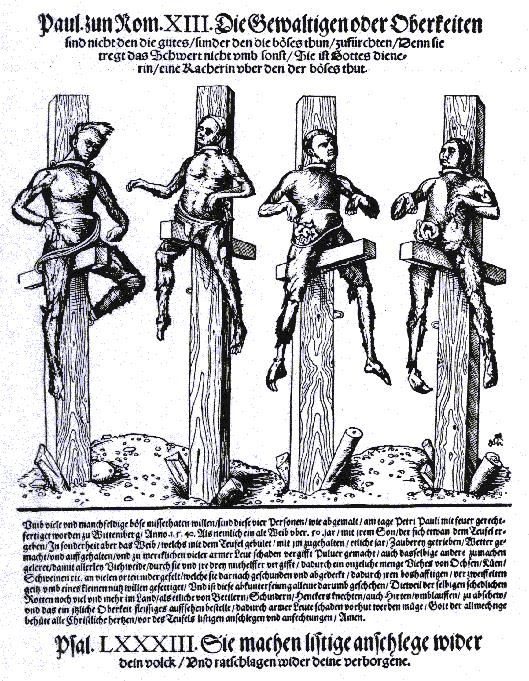
Жертвы охоты на ведьм. Сожжение на костре в Виттенберге. 1540

Приста Фрюботтин (нем. Prista Frühbottin, Frübottin, Frühbrot; около 1490, Виттенберг — 29 июня 1540, там же) — жертва охоты на ведьм во время правления курфюрста Иоганна Фридриха Великодушного.

## Биография
Приста Фрюботтин имела дело с заклеймёнными маргинальными группами людей, в том числе кожевенниками (живодерами), слугами и палачом из Виттенберга. Вместе с сыном Диктусом (Бенедиктом) она была обвинена городским советом Виттенберга в отравлении с помощью магии пастбищ и крупного рогатого скота, после чего бежала из города, но позже вернулась в Виттенберг.
После процесса в городском суде Виттенберга 29 июня 1540 года Приста Фрюботтин была казнена, сожжена на медленном огне вместе со своим сыном Диктусом. Другого её сына Питера, также подозревали в колдовстве. Он бежал вместе со старым виттенбергским палачом Магнусом Фишером из Виттенберга, но был арестован в Цербсте и повешен там 2 или 3 июля 1540 года. Младший сын, Клаус, также предстал перед судом и в 1540 году был заключён в тюрьму и изгнан из страны.
Художник Лу́кас Кра́нах Старший в 1540 году, как очевидец казни создал гравюру на дереве. В отличие от многих других изображений сожжения ведьм, гравюра показывает состояние после казни. Осужденные уже мертвы, под осужденными — небольшие кучки золы, дубовые балки почти не обгорели. Художник не называет имён казненных. Это: Приста Фрюботтин, Диктус, сын Присты, а также Клемен Цизигк (Цейсиг) и Каспар Шиле, слуги и помощники живодера.
1540 год вошёл в историю как одна из величайших аномалий климата в Европе, жары и засухи за последние 500 лет, экстремальная жара и сильная засуха, которые длились с марта по сентябрь. Это вызвало острую нехватку воды. Высохли колодцы и реки, погиб весь скот. Были пожары в лесах и множество городских пожаров.

## Интересные факты
Берлинские общественники выступили недавно с инициативой переименовать Мартин-Лютер-Штрассе, потому что проповедник был «нетерпим к евреям и мусульманам» и предлагают переименовать улицу в Приста-Фрюботтин-Штрассе